# Variador de velocidad
El variador de velocidad (VSD, por sus siglas en inglés Variable Speed Drive) es en un sentido amplio un dispositivo o conjunto de dispositivos mecánicos, hidráulicos, eléctricos o electrónicos empleados para controlar la velocidad giratoria de maquinaria, especialmente de motores. También es conocido como Accionamiento de Velocidad Variable (ASD, también por sus siglas en inglés Adjustable-Speed Drive). De igual manera, en ocasiones es denominado mediante el anglicismo Drive, costumbre que se considera inadecuada.
La maquinaria industrial generalmente es accionada a través de motores eléctricos, a velocidades constantes o variables, pero con valores precisos. No obstante, los motores eléctricos generalmente operan a velocidad constante o casi-constante, y con valores que dependen del abastecimiento y de las características propias del motor, los cuales no se pueden modificar fácilmente. Para lograr regular la velocidad de los motores, se emplea un controlador de equipos especiales que recibe el nombre de variador de velocidad. Los variadores de velocidad se emplean en una amplia gama de aplicaciones industriales, como en ventiladores y equipo de aire acondicionado, equipo de bombeo, bandas y transportadores industriales, elevadores, llenadoras, tornos y fresadoras, etc.
Un variador de velocidad puede consistir en la combinación de un motor eléctrico y el controlador que se emplea para regular la velocidad del mismo. La combinación de un motor de velocidad constante y de un dispositivo mecánico que permita cambiar la velocidad de forma continua (sin ser un motor paso a paso) también puede ser designado como variador de velocidad.

## Motivos para emplear variadores de velocidad
El control de procesos y el ahorro de la energía son dos de las principales razones para el empleo de variadores de velocidad. Históricamente, los variadores de velocidad fueron desarrollados originalmente para el control de procesos, pero el ahorro energético ha surgido como un objetivo tan importante como el primero.

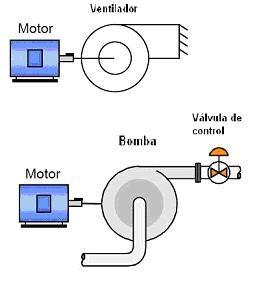
Aplicaciones de los variadores en bombas y ventiladores.

### Velocidad como una forma de controlar un proceso
Entre las diversas ventajas en el control del proceso proporcionadas por el empleo de variadores de velocidad destacan:
- Operaciones más suaves.
- Control de la aceleración.
- Distintas velocidades de operación para cada fase del proceso.
- Compensación de variables en procesos variables.
- Permitir operaciones lentas para fines de ajuste o prueba.
- Ajuste de la tasa de producción.
- Permitir el posicionamiento de alta precisión.
- Control del Par motor (torque).

### Fomentar el ahorro de energía mediante el uso de variadores de velocidad
Un equipo accionado mediante un variador de velocidad emplea generalmente menor energía que si dicho equipo fuera activado a una velocidad fija constante. Los ventiladores y bombas representan las aplicaciones más llamativas. Por ejemplo, cuando una bomba es impulsada por un motor que opera a velocidad fija, el flujo producido puede ser mayor al necesario. Para ello, el flujo podría regularse mediante una válvula de control dejando estable la velocidad de la bomba, pero resulta mucho más eficiente regular dicho flujo controlando la velocidad del motor, en lugar de restringirlo por medio de la válvula, ya que el motor no tendrá que consumir una energía no aprovechada...

## Tipos de variadores de velocidad
En términos generales, puede decirse que existen tres tipos básicos de variadores de velocidad: mecánicos, hidráulicos y eléctrico-electrónicos. Dentro de cada tipo pueden encontrarse más subtipos, que se detallarán a continuación. Cabe aclarar que los variadores más antiguos fueron los mecánicos, que se emplearon originalmente para controlar la velocidad de las ruedas hidráulicas de molinos, así como la velocidad de las máquinas de vapor.
Los variadores de velocidad mecánicos e hidráulicos generalmente son conocidos como transmisiones cuando se emplean en vehículos, equipo agroindustrial o algunos otros tipos de maquinaria.

### Variadores mecánicos
- Variador de paso ajustable: este dispositivo emplea poleas y bandas en las cuales el diámetro de una o más poleas puede ser modificado.
- Variador de tracción: transmite potencia a través de rodillos metálicos. La relación de velocidades de entrada/salida se ajusta moviendo los rodillos para cambiar las áreas de contacto entre ellos y así la relación de transmisión.
- Lubricación en variadores mecánicos: es crucial para el funcionamiento eficiente y prolongado de los variadores mecánicos. Se recomienda el uso de lubricantes específicos que reduzcan la fricción entre las poleas y las bandas, minimizando el desgaste y la generación de calor.[1]
- La determinación del coeficiente de utilización en un variador mecánico se refiere a cómo se aprovecha la potencia disponible a través del sistema, teniendo en cuenta las pérdidas por fricción, deslizamiento y otros factores.[2]

Animación 3D esquemática del funcionamiento

### Variadores hidráulicos
- Variador hidrostático: consta de una bomba hidráulica y un motor hidráulico (ambos de desplazamiento positivo). Una revolución de la bomba o el motor corresponde a una cantidad bien definida de volumen del fluido manejado. De esta forma la velocidad puede ser controlada mediante la regulación de una válvula de control, o bien, cambiando el desplazamiento de la bomba o el motor.
- Variador hidrodinámico: emplea aceite hidráulico para transmitir par mecánico entre un impulsor de entrada (sobre un eje de velocidad constante) y un rotor de salida (sobre un eje de velocidad ajustable). También llamado acoplador hidráulico de llenado variable.
- Variador hidroviscoso: consta de uno o más discos conectados con un eje de entrada, los cuales estará en contacto físico (pero no conectados mecánicamente) con uno o más discos conectados al eje de salida. El par mecánico (torque) se transmite desde el eje de entrada al de salida a través de la película de aceite entre los discos. De esta forma, el par transmitido es proporcional a la presión ejercida por el cilindro hidráulico que presiona los discos.

### Variadores eléctrico-electrónicos
Existen cuatro categorías de variadores de velocidad eléctrico-electrónicos:
- variadores para motores de CC.
- variadores de velocidad por corrientes de Eddy.
- variadores de deslizamiento.
- variadores para motores de CA (también conocidos como variadores de frecuencia).

## Tipos de variadores eléctrico-electrónicos
Los variadores eléctrico-electrónicos incluyen tanto el controlador como el motor eléctrico, sin embargo es práctica común emplear el término variador únicamente al controlador eléctrico.
Los primeros variadores de esta categoría emplearon la tecnología de los tubos de vacío. Con los años después se han ido incorporando dispositivos de estado sólido, lo cual ha reducido significativamente el volumen y costo, mejorando la eficiencia y confiabilidad de los dispositivos.

### Variadores para motores de CC
Estos variadores permiten controlar la velocidad de motores de corriente continua serie, derivación, compuesto y de imanes permanentes. Los variadores de velocidad son dispositivos que permiten variar la velocidad de un motor controlado eléctricamente.
Para el caso de cualquiera de las máquinas anteriores se cumple la siguiente expresión:

(1){\displaystyle Vt=K\cdot FM\cdot Nm}

donde
{\displaystyle Vt} es el Voltaje terminal (V).
{\displaystyle K} es la constante de la máquina.
{\displaystyle FM} Flujo magnético producido por el campo (Wb)
{\displaystyle Nm} Velocidad mecánica (rpm).
Despejando la velocidad mecánica, se obtiene:

(2){\displaystyle Nm={\frac {Vt}{K\cdot FM}}}

Entonces, de (2) puede observarse que la velocidad mecánica de un motor de CC es directamente proporcional al voltaje terminal (VT) e inversamente proporcional al flujo magnético (FM), el cual a su vez depende de la corriente de campo (IF). Aprovechando esta situación es que este tipo de variadores puede controlar la velocidad de un motor de CC: controlando su voltaje terminal, o bien, manipulando el valor de la corriente de campo.

### Variadores por corrientes de Eddy
Un variador de velocidad por corrientes de Eddy consta de un motor de velocidad fija y un embrague de corrientes de Eddy. El embrague contiene un rotor de velocidad fija (acoplado al motor) y un rotor de velocidad variable, separados por un pequeño entrehierro. Se cuenta, además, con una bobina de campo, cuya corriente puede ser regulada, la cual produce un campo magnético que determinará el par mecánico transmitido del rotor de entrada al rotor de salida. De esta forma, a mayor intensidad de campo magnético, mayor par y velocidad transmitidos, y a menor campo magnético menores serán el par y la velocidad en el rotor de salida. El control de la velocidad de salida de este tipo de variadores generalmente se realiza por medio de lazo cerrado, utilizando como elemento de retroalim

### Variadores de deslizamiento operacionales
Este tipo de variadores se aplica únicamente para los motores de inducción de rotor devanado. En cualquier motor de inducción, la velocidad mecánica (nM) puede determinarse mediante la siguiente expresión:

(3){\displaystyle Nm={\frac {120\cdot f\cdot (1-s)}{P}}}

Donde s es el deslizamiento del motor, cuyo valor oscila entre 0 y 1. De esta forma, a mayor deslizamiento, menor velocidad mecánica del motor. El deslizamiento puede incrementarse al aumentar la resistencia del devanado del rotor, o bien, al reducir el voltaje en el devanado del rotor. De esta forma es que puede conseguirse el control de la velocidad en los motores de inducción de rotor devanado. Sin embargo, este tipo de variadores es de menor eficiencia que otros, razón por la cual en la actualidad tiene muy poca aplicación.

### Variadores para motores de CA
Los variadores de frecuencia (siglas AFD ,del inglés Adjustable Frequency Drive; o bien VFD Variable Frequency Drive) permiten controlar la velocidad tanto de motores de inducción (asíncronos de jaula de ardilla o de rotor devanado), como de los motores síncronos mediante el ajuste de la frecuencia de alimentación al motor.
- Para el caso de un motor síncrono, la velocidad se determina mediante la siguiente expresión:

(4){\displaystyle Ns={\frac {120\cdot f}{P}}}

- Cuando se trata de motores de inducción, se tiene:

(5){\displaystyle Nm={\frac {120\cdot f\cdot (1-s)}{P}}}

donde:	 
{\displaystyle Ns=} velocidad síncrona (rpm)
{\displaystyle Nm=} velocidad mecánica (rpm)
{\displaystyle f=} frecuencia de alimentación (Hz)
{\displaystyle s=} deslizamiento (adimensional)
{\displaystyle P=}número de polos.
Como puede verse en las expresiones (4) y (5), la frecuencia y la velocidad son directamente proporcionales, de tal manera que al aumentar la frecuencia de alimentación al motor, se incrementará la velocidad de la flecha, y al reducir el valor de la frecuencia disminuirá la velocidad del eje. Por ello es que este tipo de variadores manipula la frecuencia de alimentación al motor a fin de obtener el control de la velocidad de la máquina
Estos variadores mantienen la razón Voltaje/ Frecuencia (V/Hz) constante entre los valores mínimo y máximos de la frecuencia de operación, con la finalidad de evitar la saturación magnética del núcleo del motor y además porque el hecho de operar el motor a un voltaje constante por encima de una frecuencia dada (reduciendo la relación V/Hz) disminuye el par del motor y la capacidad del mismo para proporcionar potencia constante de salida..